# Thalictrum scabrifolium
Thalictrum scabrifolium là một loài thực vật có hoa trong họ Mao lương. Loài này được Franch. miêu tả khoa học đầu tiên năm 1886.